# Pantopsalis snaresensis
Espèce
Pantopsalis snaresensis est une espèce d'opilions eupnois de la famille des Neopilionidae.

## Distribution
Cette espèce est endémique des îles Snares en Nouvelle-Zélande.

## Description
Le mâle holotype mesure 4,24 mm.

## Systématique et taxinomie
Cette espèce a été décrite par Forster en 1964.

## Étymologie
Son nom d'espèce, composé de snares et du suffixe latin -ensis, « qui vit dans, qui habite », lui a été donné en référence au lieu de sa découverte, les îles Snares.

## Publication originale
- Forster, 1964 : « The Araneae and Opiliones of the subantarctic islands of New Zealand. » Pacific Insects Monographs, vol. 7, p. 58-115.